# Castello di Mattaleto
Il castello di Mattaleto era un maniero medievale, che sorgeva nei pressi della chiesa di San Michele Arcangelo a Mattaleto, frazione di Langhirano, in provincia di Parma.

## Storia
Il maniero originario fu costruito probabilmente nel XIII secolo, a presidio della sponda sinistra della val Parma, nel piccolo borgo d'origine longobarda di Mattaleto, da cui dipendeva il centro, all'epoca minore, di Langhirano; l'edificio sorse quale avamposto fortificato del castello di Castrignano, appartenente dal 1186 ai vescovi di Parma.
La prima testimonianza della sua esistenza risale al 1297, quando la struttura fu occupata, unitamente al castello di Corniglio, dai ribelli capitanati da Manuello di Vallisnera, alleati del marchese di Ferrara Azzo VIII d'Este; i parmigiani reagirono prontamente e riconquistarono la fortificazione, distruggendola.
Nel 1376 il vescovo Ugolino de' Rossi investì del feudo di Castrignano il pronipote Rolando de' Rossi, in segno di riconoscenza per i servigi resi dal padre Giacomo all'episcopato parmense.
I resti dell'antica rocca furono teatro nel 1378 dell'omicidio del marchese del Monferrato Ottone III, che, diretto alla sua terra, sostò nel borgo di Mattaleto, ove fu ucciso da un parente nella stalla del maniero.
I Rossi ricostruirono la rocca, ma nel 1405 Giacomo Terzi se ne impossessò dopo aver occupato i castelli di Pariano, di Lesignano, di Tiorre e di Alberi; nei mesi seguenti i Terzi fortificarono la bastia di Mattaleto.
Nel 1408 i fratelli Giacomo e Pietro de' Rossi si allearono col marchese di Ferrara Niccolò III d'Este e gli presentarono istanza affinché quando fosse diventato signore di Parma garantisse loro la restituzione dei castelli di Carona, di Castrignano, di Tiorre e di Pariano e delle bastie di Sant'Andrea e di Mattaleto, oltre all'autorizzazione alla riedificazione delle rocche di Mulazzano, di Alberi, di Porporano, di Antesica e di Mamiano oppure della vicina Basilicanova. L'anno seguente Galeazzo da Correggio conquistò per conto dell'Estense il maniero di Castrignano e la sua dipendenza di Mattaleto, ma ne approfittò per prenderne possesso; nel 1410, dopo l'uccisione di Ottobuono de' Terzi, Pietro de' Rossi attaccò di sorpresa la fortificazione di Castrignano sottraendola al Correggese.
I Rossi mantennero i diritti su Castrignano e dintorni fino alla disastrosa guerra del 1482, al cui termine l'ampio feudo, rivendicato dal vescovo Giovanni Giacomo Schiaffinato, fu restituito alla diocesi di Parma.
Il castello di Mattaleto, ormai abbandonato da tempo, cadde in profondo degrado; già alla fine del XVI secolo ne restavano in piedi soltanto alcuni ruderi, in seguito scomparsi, posti nelle vicinanze della chiesa di San Michele Arcangelo.